# Puppy Play
El puppy play o pup play es una forma de juego de roles de animales en el que los participantes se visten con disfraces de perros.

## Definición

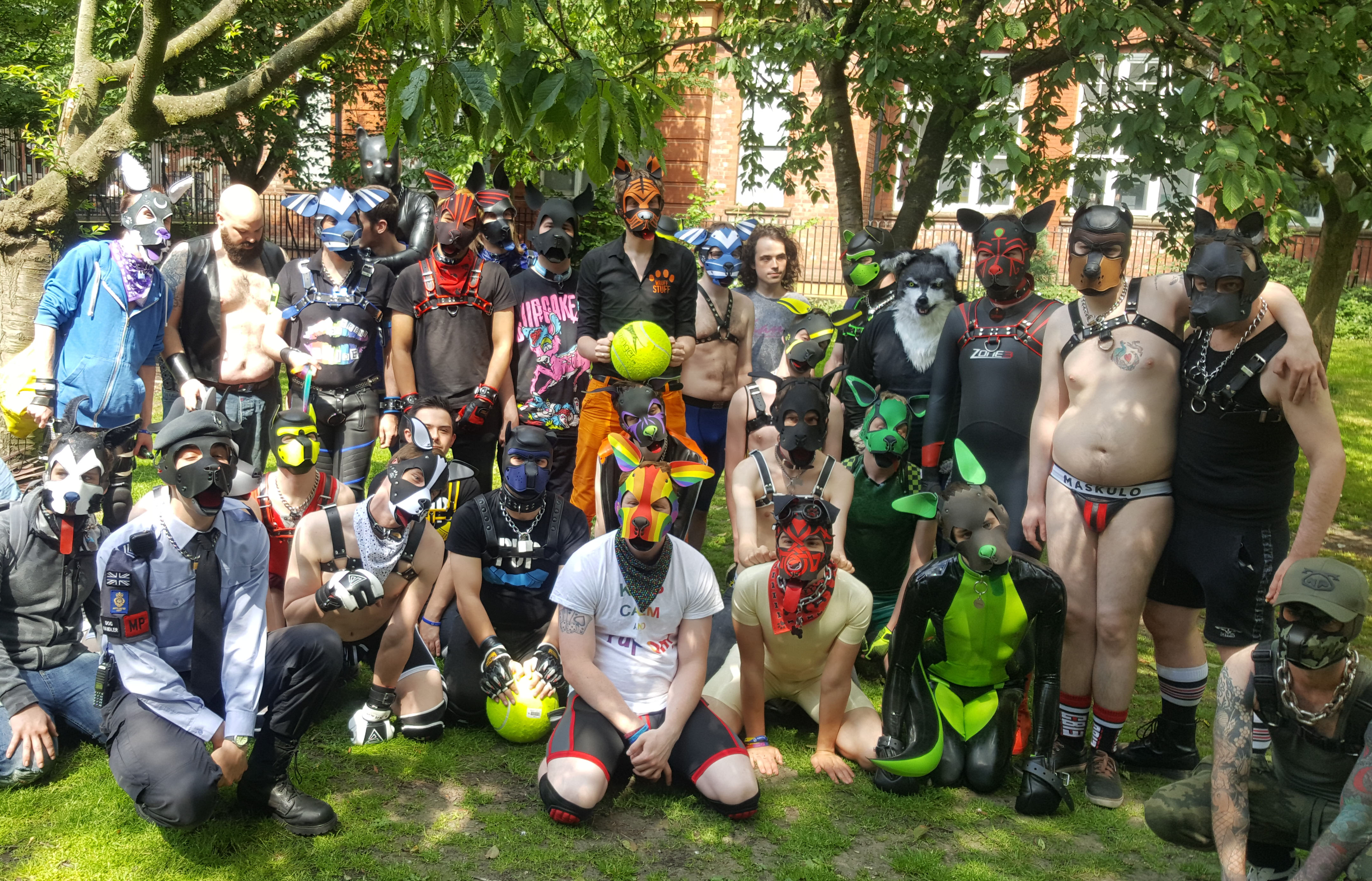
Un grupo de pups en un evento social

Según la revista Men's Health, el puppy es "una forma de juego de roles consensuada y entre adultos popular en la comunidad gay Leather, donde las personas se disfrazan y encarnan las características de un perro". Esto no significa que el puppy play solo sea popular en esa comunidad o solo exista en ella.

## Características
En el juego de cachorros, o puppy play, al menos uno de los participantes representa gestos y comportamientos caninos, lo que a veces se asocia con la cultura leather. Si hay un papel dominante, puede ser asumido por un "manejador", "entrenador", "maestro" o, en el caso de alguien que también se identifica como cachorro, un "alfa". No todos los "cachorros" o "perros" son "alfa", algunos se consideran "beta" u "omega" y, como en la jerarquía mundial canina, "beta" puede referirse a alguien que tiene tendencias tanto dominantes como sumisas o orientadas al servicio dependiendo de la situación, donde "omega" generalmente indica una naturaleza más sumisa, pasiva, orientada al servicio y juguetona. A diferencia de otras formas de juego de roles de animales, no es raro que dos o más cachorros jueguen juntos como iguales, posiblemente luchen por el dominio o jueguen donde uno es claramente el "alfa".
El juego suele implicar ser juguetón, travieso, descarado e instintivo. A muchos cachorros humanos les gusta simplificar sus deseos y motivaciones mientras abrazan el lado de sí mismos que actúa únicamente por instinto. Gran parte del juego de roles de animales ocurre socialmente. Un grupo de jugadores de con ideas afines se reunirá en eventos organizados específicamente para el pup play o juegos de roles similares. En los eventos de pup play, por ejemplo, que ocurren en todo el mundo, los cachorros humanos actuarán como cachorros biológicos, relajándose, jugando y buscando interactuar con los cuidadores humanos.
En relación con otros juegos BDSM, un "cachorro" que "no tiene dueño" o "sin collar" puede denominarse "callejero". Muchos cachorros utilizan un espacio de cabeza cuando entran en un escenario de juego de roles conocido como "pup space", que les permite asumir su personalidad de cachorro más fácilmente. Otros elementos arraigados en el juego BDSM implican ataduras y restricciones con collares, correas, rodilleras (para proteger las rodillas), arneses, trajes de goma, capuchas (no son necesarias, pero a veces ayudan a ayudar con el espacio mental y la identidad propia) y guantes (para protección de las manos y restricción del uso de los dedos). Tanto los servicios sexuales como los no sexuales son opciones que ocurren en la escena y deben ser discutidas por los participantes (cachorro/manejador, beta/alfa, etc.) con anticipación para que no se malinterpreten las expectativas. El "entrenamiento" puede tener lugar para enseñar órdenes o trucos si ambos participantes desean tales interacciones.

## Grupos de puppy play
Los grupos involucrados en el juego de cachorros incluyen Pup Pride Australia, que desde 2015 ha participado en la Marcha del orgullo LGBT de Sídney y ha aparecido en un documental de televisión australiano transmitido por el Special Broadcasting Service.